# داودا بورتو
داودا بورتو (بالإنجليزية: Dauda Bortu) (4 سبتمبر 1996 في ليبيريا - ) هو لاعب كرة قدم ليبيري في مركز الهجوم لعب سابقاً في نادي الثقبة.

## روابط خارجية
- داودا بورتو على موقع قاعدة بيانات كرة القدم.إي يو (الإنجليزية)
- داودا بورتو على موقع ناشيونال فوتبول تيمز (الإنجليزية)
- داودا بورتو على موقع Soccerway.com (الإنجليزية)